# Уряд Індонезії
Уряд Індонезії є Уряд, який регулює державну систему Індонезія на основі Конституції Республіки Індонезія 1945. Індонезія є унітарною державою з урядом у формі республіка та державною системою Уряд Індонезії має кілька різних визначень. У широкому сенсі уряд може позначати разом три гілки влади, а саме Виконавча влада, Законодавча влада та Судова влада. Цей термін також тлумачиться як виконавчі та законодавчі установи разом, оскільки ці дві гілки влади відповідають за управління нацією та створення законів. Тим часом, у більш вузькому сенсі, уряд відноситься до виконавчої влади лише у формі Кабінет міністрів, оскільки вони є частиною уряду, яка відповідає за повсякденне управління.
Виконавчу владу очолює президент, який одночасно є Голова держави і Голова уряду. У виконанні своїх обов'язків президенту допомагає Віцепрезидент. Законодавча влада належить Народний консультативний конгрес (MPR-RI), яка поділена на дві палати, а саме Рада народних представників (DPR-RI) і Регіональна представницька рада (DPD). Судова гілка влади складається з Верховного суду (MA) і Конституційного суду (MK), які спільно здійснюють судову владу.
Структура влади в Індонезії має 2 типи, а саме формальну структуру та неформальну структуру, яка називається надбудовою та інфраструктурою. Надбудова – це уряд суверенної політичної влади та елементи державного управління, такі як виконавча та законодавча гілки влади, тоді як інфраструктура – це суспільство. з усіма його формальними інституціями, і Одним із завдань цієї надбудови є те, як розбудувати та покращити інфраструктуру, оскільки уряд здійснює всі заходи для викорінення бідності, прискорення розвитку та підвищення добробуту громади.

## Виконавча влада

### Президент і віце-президент
| Президент                           | Президент | Віце-президент | Віце-президент                         |
| ----------------------------------- | --------- | -------------- | -------------------------------------- |
| Прабово Субіанто (Prabowo Subianto) |           |                | Джебран Ракабумінг (Gibran Rakabuming) |

Президент і віце-президент обираються голосуванням громадян на п'ятирічний термін. До 2004 року їх обирала Народна консультативна рада. Останні вибори відбулися 14 лютого 2024 року.
Президент Індонезії обирається на прямих виборах максимум на два п'ятирічні терміни і є главою держави, головнокомандуючим збройними силами та відповідальним за внутрішнє управління, формування політики та зовнішні справи. Президент призначає кабінет міністрів, члени якого не повинні бути обраними членами законодавчої влади.

## Законодавча влада
MPR є законодавчою гілкою політичної системи Індонезії. MPR складається з двох палат: Двопалатний парламент, яка зазвичай називається Народною представницькою радою (індонезійською: Dewan Perwakilan Rakyat або DPR), і верхньою палатою, яка називається Регіональною представницькою радою (індонезійською: Dewan Perwakilan Daerah або DPD). . Парламентарії DPR обираються через багатомандатні виборчі округи, тоді як 4 сенатори від ДПР обираються в кожній з 34 провінцій Індонезії. DPR володіє більшою частиною законодавчої влади, тому що вона має виключне право приймати закони. ДПД діє як допоміжний орган до DPR; він може пропонувати законопроекти, висловлювати свою думку та брати участь в обговоренні, але не має юридичної сили. Сам MPR має владу за межами тих, що надаються окремим будинкам. Він може вносити зміни до конституції, інавгурувати президента та проводити процедури імпічменту. Коли MPR виконує цю функцію, він робить це шляхом простого поєднання членів двох палат.
| Законодавчий інститут | Законодавчий інститут                  | Голова                                              | Кількість учасників | Останні вибори |
| --------------------- | -------------------------------------- | --------------------------------------------------- | ------------------- | -------------- |
|                       | Народний консультативний конгрес (MPR) | Ахмад Музані Ahmad Muzani                           | 732 (DPR+DPD)       | 14 лютого 2024 |
|                       | ада народних представників (DPR)       | Пуан Махарані Puan Maharani                         | 580                 | 14 лютого 2024 |
|                       | Регіональна представницька рада (DPD)  | Султан Бахтіяр Наджамудін Sultan Bachtiar Najamudin | 152                 | 14 лютого 2024 |

## Судова влада
Верховний суд Індонезії (індон. Mahkamah Agung) — найвищий рівень судової гілки влади. Його суддів призначає президент. Конституційний суд ухвалює рішення з конституційних і політичних питань (індонезійською: Mahkamah Konstitusi), тоді як судова комісія (індонезійською: Komisi Yudisial) здійснює нагляд за суддями.
| Судова установа | Судова установа         | Голова                                   | Кількість учасників |
| --------------- | ----------------------- | ---------------------------------------- | ------------------- |
|                 | Верховний суд (MA)      | Мухаммед Сяріфуддін Muhammad Syarifuddin | Максимум 60         |
|                 | Конституційний суд (MK) | Сухартойо Suhartoyo                      | Максимум 9          |
|                 | Судова комісія (KY)     | Джаджа Ахмад Джаюс Jaja Ahmad Jayus      | 7                   |